# Municipio de Liberty (condado de Delaware, Indiana)
El municipio de Liberty (en inglés: Liberty Township) es un municipio ubicado en el condado de Delaware en el estado estadounidense de Indiana. En el año 2010 tenía una población de 4685 habitantes y una densidad poblacional de 51,64 personas por km².

## Geografía
El municipio de Liberty se encuentra ubicado en las coordenadas 40°11′32″N 85°16′21″O / 40.19222, -85.27250. Según la Oficina del Censo de los Estados Unidos, el municipio tiene una superficie total de 90.73 km², de la cual 90.35 km² corresponden a tierra firme y (0.42%) 0.38 km² es agua.

## Demografía
Según el censo de 2010, había 4685 personas residiendo en el municipio de Liberty. La densidad de población era de 51,64 hab./km². De los 4685 habitantes, el municipio de Liberty estaba compuesto por el 97.2% blancos, el 0.66% eran afroamericanos, el 0.32% eran amerindios, el 0.28% eran asiáticos, el 0.06% eran isleños del Pacífico, el 0.15% eran de otras razas y el 1.32% pertenecían a dos o más razas. Del total de la población el 0.79% eran hispanos o latinos de cualquier raza.